# Ann Mary Newton
Ann Mary Newton (née Severn ; 29 juin 1832 - 2 janvier 1866) est une peintre britannique. Elle se spécialise dans les portraits d'enfants et travaille au crayon, à la craie, au pastel et à l'aquarelle. Elle étudie en Angleterre sous la direction de George Richmond et à Paris avec Ary Scheffer. Ses œuvres sont exposées à la Royal Academy of Arts entre 1852 et 1865.

## Biographie
Ann Mary Newton est née à Rome, où son père Joseph Severn est consul britannique. Joseph Severn est un artiste et un ami du poète Keats. Elle apprend à dessiner avec son père, puis au retour de la famille Severn en Angleterre en 1841, étudie avec George Richmond, qui l'emploie pour produire des copies de portraits qu'il a peints. En 1857, elle reçoit les leçons d'Ary Scheffer à Paris. À Paris, elle peint un portrait de Mary Bruce, comtesse d'Elgin qui est apprécié et conduit à d'autres commandes en Grande-Bretagne. 
En 1861, elle épouse l'archéologue Charles Thomas Newton, qui devient conservateur des antiquités grecques et romaines au British Museum. Elle fait des dessins de sculpture grecque pour ses conférences publiques et conçoit également des illustrations pour son Histoire des découvertes à Helicarnasse, Cnide et Branchidae (2 volumes, 1862-1863) et Voyages et découvertes au Levant (2 volumes, 1865). Un certain nombre de ses carnets de croquis, qui constituent un important journal illustré de ses voyages en Méditerranée orientale et contiennent des caricatures spirituelles de la famille, sont en possession de descendants de Severn.
Dans les années 1860, elle commence à travailler à l'huile et expose un certain nombre de tableaux dans les expositions de la Royal Academy, notamment un autoportrait (National Portrait Gallery, Londres) et un sujet arthurien de Tennyson, Elaine (exposé en 1863). Elle meurt de la rougeole en 1866 à son domicile, 74 Gower Street, Bloomsbury, à l'âge de trente-trois ans, n'ayant pas eu d'enfant. La reine Victoria mentionne sa tragique mort prématurée dans son Journal du 7 janvier 1866 : « Grandement choquée par la mort de Mme Newton (Mlle Severn), une jeune artiste jolie et intelligente, qui a peint plusieurs membres de la famille et a également fait de belles copies de Maîtres anciens ».
Son travail fait partie des collections de la National Portrait Gallery, Londres et de la Tate Gallery, Londres.

## Sources
- Dictionnaire d'Oxford de biographie nationale (2004).
- Against Oblivion: The Life of Joseph Severn, par Sheila Birkenhead, 1943 Londres.
- Amis illustres : L'histoire de Joseph Severn et de son fils Arthur, par Sheila Birkenhead, 1965 New York.